# Chwojnaja
Chwojnaja – osiedle typu miejskiego w Rosji, w obwodzie nowogrodzkim. W 2010 roku liczyło 6394 mieszkańców.